# 三氧化二鎦
三氧化二鎦（化學式：Lu2O3），又稱氧化鎦（Ⅲ），是鎦最常見的氧化物，可用來製造有特殊需求的玻璃。

## 製備
和其他的稀土元素一樣，三氧化二鎦可藉由直接將純鎦置於空氣中使其氧化得到：
4 Lu + 3 O2 → 2 Lu2O3
它也可由草酸镥、氢氧化镥、硫酸镥、硝酸镥等化合物加热分解得到。